# Монтбрейит
Монтбрейи́т, реже монтбраит (англ. Montbrayite от канадского топонима) — очень редкий минерал из числа теллуридов золота, близкий креннериту и калавериту, по составу представляет собой смешанный полиметаллический плюмботеллурид золота с переменной формулой, поначалу записываемой как Au2Te3,:20-21 однако на сегодняшний день имеющей в расчётном виде значительно более сложный вид: (Au,Ag,Sb,Bi,Pb)23(Te,Sb,Bi,Pb)38. Цвет монтбрейита кремовый, оловянно-белый до бледно-жёлтого, блеск металлический.

## История открытия и название
Минерал впервые был установлен в 1946 году М. А. Пикоком и Р. М. Томпсоном на территории канадского месторождения Робб Монтбрей (Квебек). Почти сразу был выполнен его анализ и опубликовано описание монтбрейита как нового теллурида золота с формулой Au2Te3. Минерал был назван по месту находки, типового канадского месторождения Монтбрей, которое в течение последующей четверти века оставалось для монтбрейита единственным.:28

## Характеристика и свойства минерала
Монтбрейит образует мелкие выделения, редко превышающие 3-5 мм, минерал плотный, чаще гомогенный, очень хрупкий, излом плоскораковистый, иногда наблюдается прерывистая отдельность. Твёрдость монтбрейита низкая, что вполне обычно для теллуридов, составляет примерно 2,5 по шкале Мооса. Удельный вес около 9,94. Блеск металлический, на сколах постепенно окисляется и мутнеет, цвет оловянно-белый до бледно-жёлтого. Полированная поверхность кремово-белая, похожа на таковую же у креннерита; но не такая белая, как у алтаита.:20-21
Формула минерала первоначально была определена как Au2Te3, однако более точные анализы позволили установить, что в разных случаях постоянные примеси входят в состав монтбрейита. В расчётном виде фиксировано несколько вариантов формулы, в частности, один из вариантов касается образцов из типового месторождения Робб Монтбрей и выглядит как 
(Au1.73Bi0.10Sb0.06Pb0.06Ag0.04)Σ=1.99Te3.00.
В тех местах, где монтбрейит не содержит включений теллуробисмутита или алтаита, его структура, в общем, гомогенная. Двуотражение едва заметно. Анизотропия слабая до умеренной, оттенки: светло-серый, светло-жёлто-бурый, синевато-серый. 
Близкие минералы: калаверит, креннерит и монтбрейит под микроскопом трудно различимы. Хорошую возможность установить даёт проверка на микротвёрдость. Ещё одна особенность: для монтбрейита характерна мозаичная структура. Кроме того, монтбрейит иногда образует двойники. При действии HNO3 (в разведении 1:1) происходит своеобразное травление, сильно вскипает, образуются пузырьки и на поверхности минерала остаются жёлто-бурые пятна выделившегося золота.:239 С более насыщенной азотной кислотой (разведение 3:2) реакция менее бурная, пятно светлобурое и образуются мелкие круглые ореолы, окрашенные тоже в светло-бурый цвет; от концентрированной азотной кислоты слабо вскипает, и поверхность окрашивается равномерно в серовато-бурый цвет; круглых ореолов не наблюдается. Другие реактивы (HCl, KCN, FeCl3, КОН и HgCl) на минерал не действуют.:21-22
Калаверит и монтбрейит относятся к числу наиболее ранних теллуридов, они имеют относительно высокие значения твёрдости по микровдавливанию, повышенный рельеф, а также выраженную тенденцию к идиоморфизму и образованию крупнокристаллических разностей. Отражательная способность монтбрейита заметно выше, чем калаверита; Rg монтбрейита почти полностью повторяет кривую Rср креннерита. По значениям отражательной способности в жёлтом свете, рельефу, твёрдости по микровдавливанию, формам выделения в виде коротко-призматических табличек, монтбрейит и калаверит сходны с мелонитом, отличаясь наличием у мелонита выраженного розоватого оттенка и более совершенной спайности.:39

## Условия образования
Монтбрейит — типичный минерал теллуро-золотых месторождений, он тесно ассоциирует с самородным золотом, петцитом, алтаитом, колорадоитом, мелонитом и теллурвисмутином, образуя округлые включения и прожилки в тетраэдрите и халькопирите. Размер тонкозернистых агрегатов монтбрейита, как правило, не превышает 2,5 мм.:111
В отличие от гессита, сильванита и других минералов первого ряда, эмпрессит AgTe, монтбрейит Au2Te3 и мутманнит AuAgTe2 относятся к числу редко встречающихся теллуридов золота-серебра.:106
В руднике Робб-Монтбрей монтрейит был найден в ассоциации с самородным золотом, теллуробисмутитом, алтаитом, петцитом, мелонитом, халькопиритом, пиритом, сфалеритом, халькозином и марказитом. Размеры выделений соответствующих теллуридов золота иногда были очень крупными и достигали 1 см в диаметре, причём, монтбрейит находился или на контактах с другими теллуридами золота или имел вид включения в них. Местами алтаит с небольшими примесями золота и петцита в виде тонких волокон пересекал монтбрейит. Иногда теллуробисмутит с небольшим количеством алтаита и петцита образовывал округлые включения в монтбрейите. В последнем случае имела место эвтектоидная структура, произошедшая, повидимому, в результате разложения теллуридов. В монтбрейите также были найдены кристаллы мелонита, иногда окаймлённые петцитом.:22

## Месторождения
В течение первых 25 лет после открытия минерала, типовое месторождение Робб Монтбрей оставалось единственным для монтбрейита, также как и для найденного там впервые фробергита.:28 Впервые в СССР монтбрейит был установлен в 1979 году в Узбекистане в рудах Кочбулакского золото-полиметаллического месторождения. Однако по оптическим свойствам узбекский монтбрейит существенно отличался от канадского, описанного в 1946 году Пикоком и Томпсоном.:293 Первые образцы были найдены в тесном срастании с алтаитом, где монтбрейит образовался в виде «рубашки» на выделениях самородного золота очень высокой, 970 пробы. Морфологически монтбрейит образовывался первым, его тонкая полоска окаймляла выделение золота, а затем более крупные выделения в срастании с алтаитом окружали всё выделение золота. В отражённом свете минерал имел розовато-коричневый оттенок.:463
Позднее монтбрейит был также обнаружен и на территории России, золотоносное месторождение Кочкарское (Челябинская область, Пластовский район). Несколько рудников с установленным монтбрейитом имеются также на территории Казахстана (Акмолинская и Восточно-Казахстанская области).
К настоящему времени по всему миру насчитывается около двух десятков золото-теллуридных месторождений, в которых найдены образцы монтбрейита.